# Les Grésillons (métro de Paris)
Les Grésillons est une future station du métro de Paris qui sera située le long de la ligne 15 à Gennevilliers, dans les Hauts-de-Seine. Destinée à être ouverte à l'horizon 2031, elle offrira une correspondance avec le RER C via la gare des Grésillons. Elle devrait voir passer 60 000 voyageurs par jour.